# Henri de Saint-Rémy
Henri de Valois, conte di Saint-Rémy (Parigi, 1557 – Parigi, 14 febbraio 1621), fu il figlio naturale del re Enrico II e della sua amante Nicole de Savigny.

## Biografia
Veniva chiamato anche il "bastardo di Valois", dato che non venne mai riconosciuto dal re.  Gentiluomo al seguito del fratellastro, Enrico III di Francia, Henri de Saint -Rémy divenne poi governatore della città di Châteauvillain.
Sposò, il 31 ottobre 1592, Christine de Luze (1570-1636), dama di Bazoilles e figlia di Jacques de Luze, di origine lussemburghese.  Il matrimonio avvenne nella chiesa di Essoyes. La coppia ebbe quattro figli:
- François (1593-1648), barone di Fontette e di Essoyes, sposò nel 1637 Charlotte-Marguerite de Mauléon, senza discendenza;
- Jacques (1599-1621);
- Marguerite;
- René (1606-1663), erede dei titoli del fratello e che sposò nel 1635 Jacqueline de Brevot, con cui ebbe dei figli.

La discendente di Henri di Saint-Rémy, Jeanne de la Motte-Valois, venne implicata nello scandalo della collana di Maria-Antonietta.
Il conte è seppellito nella chiesa di Saint-Sulpice a Parigi.

## Ascendenza
|                        |   |                      | Genitori                       |  |  | Nonni |  |  | Bisnonni                  |  |  | Trisnonni                    |  |
|                        |   |                      |                                |  |  |       |  |  | Carlo di Valois-Angoulême |  |  | Giovanni di Valois-Angoulême |  |
|                        |   |                      |                                |  |  |       |  |  | Carlo di Valois-Angoulême |  |  | Giovanni di Valois-Angoulême |  |
|                        |   | Marguerite de Rohan  |                                |  |  |       |  |  | Carlo di Valois-Angoulême |  |  |                              |  |
| Francesco I di Francia |   |                      |                                |  |  |       |  |  | Carlo di Valois-Angoulême |  |  |                              |  |
|                        |   | Luisa di Savoia      | Filippo II di Savoia           |  |  |       |  |  |                           |  |  |                              |  |
|                        |   | Luisa di Savoia      | Filippo II di Savoia           |  |  |       |  |  |                           |  |  |                              |  |
|                        |   | Luisa di Savoia      | Margherita di Borbone-Clermont |  |  |       |  |  |                           |  |  |                              |  |
| Enrico II di Francia   |   | Luisa di Savoia      |                                |  |  |       |  |  |                           |  |  |                              |  |
|                        |   | Luigi XII di Francia | Carlo di Valois-Orléans        |  |  |       |  |  |                           |  |  |                              |  |
|                        |   | Luigi XII di Francia | Carlo di Valois-Orléans        |  |  |       |  |  |                           |  |  |                              |  |
|                        |   | Luigi XII di Francia | Maria di Clèves                |  |  |       |  |  |                           |  |  |                              |  |
| Claudia di Francia     |   | Luigi XII di Francia |                                |  |  |       |  |  |                           |  |  |                              |  |
|                        |   | Anna di Bretagna     | Francesco II di Bretagna       |  |  |       |  |  |                           |  |  |                              |  |
|                        |   | Anna di Bretagna     | Francesco II di Bretagna       |  |  |       |  |  |                           |  |  |                              |  |
|                        |   | Anna di Bretagna     | Margherita di Foix             |  |  |       |  |  |                           |  |  |                              |  |
| Henri de Saint-Rémy    |   | Anna di Bretagna     |                                |  |  |       |  |  |                           |  |  |                              |  |
|                        | … | …                    |                                |  |  |       |  |  |                           |  |  |                              |  |
|                        | … | …                    |                                |  |  |       |  |  |                           |  |  |                              |  |
|                        | … | …                    |                                |  |  |       |  |  |                           |  |  |                              |  |
| Guillaume de Savigny   | … |                      |                                |  |  |       |  |  |                           |  |  |                              |  |
|                        |   | …                    | …                              |  |  |       |  |  |                           |  |  |                              |  |
|                        |   | …                    | …                              |  |  |       |  |  |                           |  |  |                              |  |
|                        |   | …                    | …                              |  |  |       |  |  |                           |  |  |                              |  |
| Nicole de Savigny      |   | …                    |                                |  |  |       |  |  |                           |  |  |                              |  |
|                        |   | …                    | …                              |  |  |       |  |  |                           |  |  |                              |  |
|                        |   | …                    | …                              |  |  |       |  |  |                           |  |  |                              |  |
|                        |   | …                    | …                              |  |  |       |  |  |                           |  |  |                              |  |
| Nicole de Maretz       |   | …                    |                                |  |  |       |  |  |                           |  |  |                              |  |
|                        |   | …                    | …                              |  |  |       |  |  |                           |  |  |                              |  |
|                        |   | …                    | …                              |  |  |       |  |  |                           |  |  |                              |  |
|                        |   | …                    | …                              |  |  |       |  |  |                           |  |  |                              |  |
|                        |   | …                    |                                |  |  |       |  |  |                           |  |  |                              |  |